# Kevin Fiala
Kevin Fiala (* 22. července 1996 St. Gallen) je švýcarský lední hokejista českého původu, který v současné době hraje za tým Los Angeles Kings v severoamerické lize NHL. Hraje na pozici levého křídla.
Jeho otcem je hokejista a trenér českého původu Jan Fiala, který hrál ve Švýcarsku za HC Lugano. Jeho hokejovým vzorem je Jaromír Jágr.

## Klubová kariéra
Kevin Fiala hrál na mládežnické úrovni ve Švýcarsku za týmy EHC Uzwil, EC Wil, SC Rheintal a ZSC Lions. Poté odešel do Švédska, kde hrál juniorskou ligu za týmy Malmö Redhawks a HV71. V dresu HV71 debutoval ve svých 17 letech ve švédské nejvyšší lize Svenska hockeyligan během zápasu proti Linköpings HC (porážka 4:5). Jeho výkon v zápase ocenil i trenér HV71 Ulf Dahlén.
V červenci 2014 si jej v prvním kole z 11. místa vstupního draftu vybral tým Nashville Predators, který s hráčem podepsal tříletý kontrakt.

## Reprezentace
V letech 2012 a 2013 hrál na turnaji Memoriál Ivana Hlinky jako člen švýcarského týmu U18. Na přelomu let 2013/2014 se zúčastnil Mistrovství světa juniorů 2014 ve Švédsku. V dubnu 2014 hrál za švýcarský tým U18 na Mistrovství světa do 18 let 2014 ve Finsku, kde nasbíral 9 kanadských bodů (4+5). Švýcaři vypadli ve čtvrtfinále s Kanadou po porážce 2:3.
V květnu 2014 ho trenér Švýcarska Sean Simpson vzal na mistrovství světa 2014 v Bělorusku, kde byl v 17 letech nejmladším hráčem. V jednom roce si tak zahrál na 3 světových šampionátech, dorosteneckém, juniorském i seniorském.

Představil se i na MS 2015 v České republice s číslem dresu 21. Největšího úspěchu v národním týmu dosáhl v letech 2018 a 2024, kdy v obou případech získal stříbrnou medaili na mistrovství světa.

## Statistiky

### Klubové statistiky
| Sezóna      | Klub                | Soutěž      |     | Základní část | Základní část | Základní část | Základní část | Základní část |    | Play off | Play off | Play off | Play off | Play off |
| Sezóna      | Klub                | Soutěž      | Z   | G             | A             | B             | TM            | Z             | G  | A        | B        | TM       |          |          |
| 2013–14     | HV71                | SHL         | 17  | 3             | 8             | 11            | 10            | 8             | 1  | 5        | 6        | 14       |          |          |
| 2014–15     | HV71                | SHL         | 20  | 5             | 9             | 14            | 14            | —             | —  | —        | —        | —        |          |          |
| 2014–15     | Milwaukee Admirals  | AHL         | 33  | 11            | 9             | 20            | 18            | —             | —  | —        | —        | —        |          |          |
| 2014–15     | Nashville Predators | NHL         | 1   | 0             | 0             | 0             | 0             | 1             | 0  | 0        | 0        | 0        |          |          |
| 2015–16     | Milwaukee Admirals  | AHL         | 66  | 18            | 32            | 50            | 78            | 3             | 0  | 0        | 0        | 2        |          |          |
| 2015–16     | Nashville Predators | NHL         | 5   | 1             | 0             | 1             | 0             | —             | —  | —        | —        | —        |          |          |
| 2016–17     | Nashville Predators | NHL         | 54  | 11            | 5             | 16            | 18            | 5             | 2  | 0        | 2        | 0        |          |          |
| 2016–17     | Milwaukee Admirals  | AHL         | 22  | 7             | 12            | 19            | 45            | —             | —  | —        | —        | —        |          |          |
| 2017–18     | Nashville Predators | NHL         | 80  | 23            | 25            | 48            | 26            | 12            | 3  | 1        | 4        | 8        |          |          |
| 2018–19     | Nashville Predators | NHL         | 64  | 10            | 22            | 32            | 26            | —             | —  | —        | —        | —        |          |          |
| 2018–19     | Minnesota Wild      | NHL         | 19  | 3             | 4             | 7             | 10            | —             | —  | —        | —        | —        |          |          |
| 2019–20     | Minnesota Wild      | NHL         | 64  | 23            | 31            | 54            | 42            | 4             | 3  | 1        | 4        | 10       |          |          |
| 2020–21     | Minnesota Wild      | NHL         | 50  | 20            | 20            | 40            | 43            | 7             | 1  | 1        | 2        | 2        |          |          |
| 2021–22     | Minnesota Wild      | NHL         | 82  | 33            | 52            | 85            | 52            | 6             | 0  | 3        | 3        | 16       |          |          |
| 2022–23     | Los Angeles Kings   | NHL         | 69  | 23            | 49            | 72            | 52            | 3             | 1  | 5        | 6        | 4        |          |          |
| 2023–24     | Los Angeles Kings   | NHL         | 82  | 29            | 44            | 73            | 62            | 5             | 1  | 1        | 2        | 4        |          |          |
| 2024–25     | Los Angeles Kings   | NHL         | 81  | 35            | 25            | 60            | 38            | 6             | 3  | 4        | 7        | 2        |          |          |
| SHL celkově | SHL celkově         | SHL celkově | 37  | 8             | 17            | 25            | 24            | 8             | 1  | 5        | 6        | 14       |          |          |
| NHL celkově | NHL celkově         | NHL celkově | 651 | 211           | 277           | 488           | 369           | 49            | 14 | 16       | 30       | 46       |          |          |

### Reprezentační statistiky
| Rok                            | Tým                            | Soutěž                         | Z  | G  | A  | B  | TM |
| ------------------------------ | ------------------------------ | ------------------------------ | -- | -- | -- | -- | -- |
| 2012                           | Švýcarsko                      | HGC                            | 4  | 3  | 0  | 3  | 2  |
| 2013                           | Švýcarsko                      | HGC                            | 4  | 2  | 0  | 2  | 12 |
| 2014                           | Švýcarsko                      | MSJ                            | 5  | 1  | 4  | 5  | 6  |
| 2014                           | Švýcarsko                      | MS-18                          | 5  | 4  | 5  | 9  | 8  |
| 2014                           | Švýcarsko                      | MS                             | 7  | 0  | 2  | 2  | 2  |
| 2015                           | Švýcarsko                      | MSJ                            | 6  | 4  | 1  | 5  | 16 |
| 2015                           | Švýcarsko                      | MS                             | 8  | 1  | 2  | 3  | 6  |
| 2018                           | Švýcarsko                      | MS                             | 5  | 1  | 4  | 5  | 6  |
| 2019                           | Švýcarsko                      | MS                             | 8  | 4  | 3  | 7  | 2  |
| 2023                           | Švýcarsko                      | MS                             | 6  | 1  | 5  | 6  | 4  |
| 2024                           | Švýcarsko                      | MS                             | 8  | 7  | 6  | 13 | 27 |
| 2025                           | Švýcarsko                      | MS                             |    |    |    |    |    |
| Juniorská reprezentace celkově | Juniorská reprezentace celkově | Juniorská reprezentace celkově | 24 | 14 | 10 | 24 | 44 |
| Seniorská reprezentace celkově | Seniorská reprezentace celkově | Seniorská reprezentace celkově | 42 | 14 | 22 | 36 | 47 |